# الأكاديمية الوطنية للفنون الجميلة والعمارة

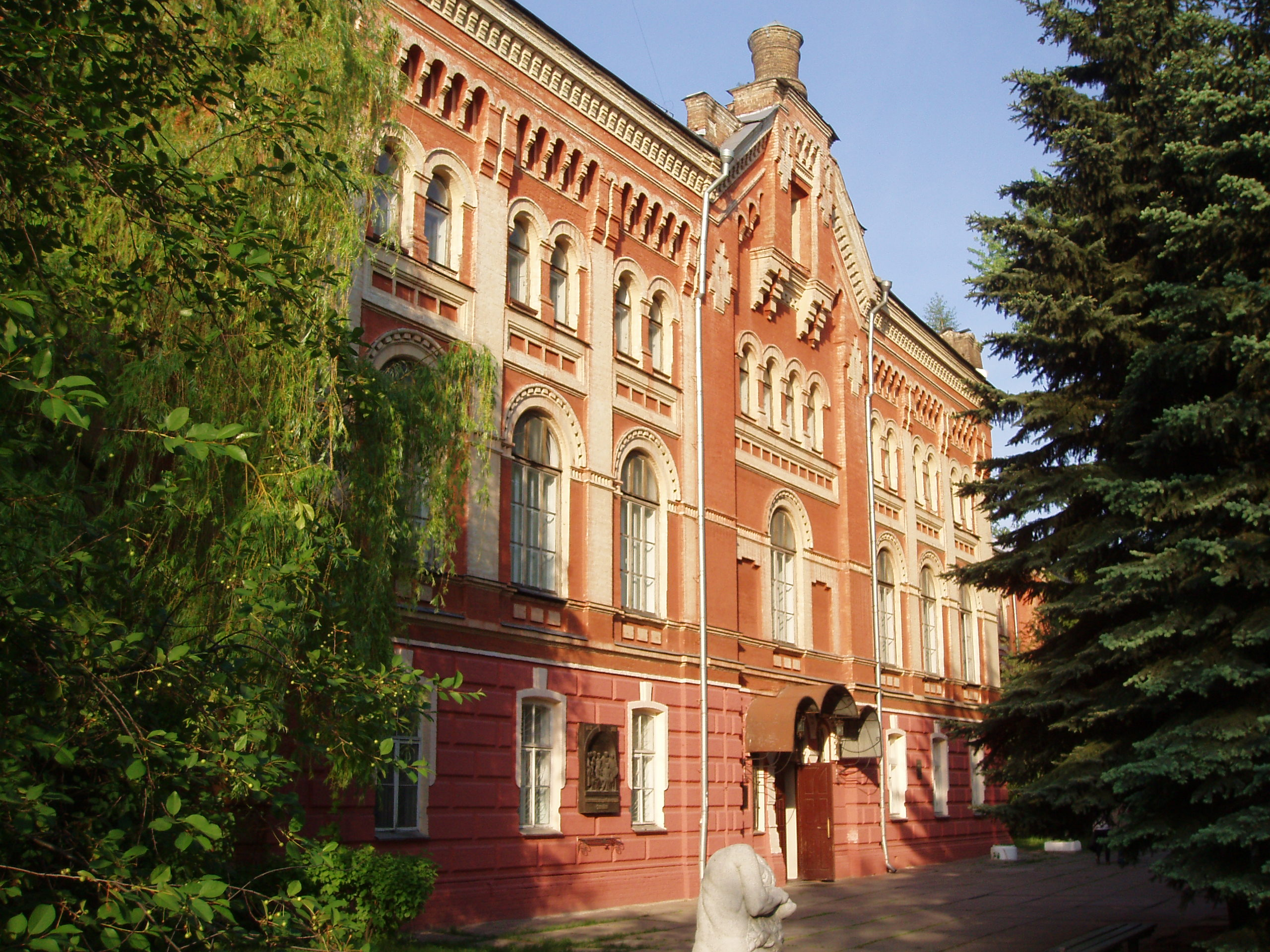
المبنى الرئيسي

الأكاديمية الوطنية للفنون البصرية والهندسة المعمارية ( (بالأوكرانية: Націона́льна акаде́мія образотво́рчого мисте́цтва і архітекту́ри)‏ ؛ АОМА) - هي جامعة للفنون في كييف ، أوكرانيا متخصصة في الفنون البصرية والهندسة المعمارية.تحوي أقساماً للرسم والنحت والتوضيح والتصميم الجرافيكي وتصميم المسرح والعمارة وحفظ الفن وإدارة الفن.

## اسم الأكاديمية
تغير اسم الأكاديمية على مر الزمن نالت الأسماء الآتية:
- 1917-1922 أكاديمية الدولة الأوكرانية للفنون
- 1922-1924 معهد الفنون التشكيلية
- 1924-1930 معهد كييف للفنون (انضم إلى المعهد الأوكراني للهندسة المعمارية ، 1918-1924)
- 1930-1934 معهد كييف للثقافة الفنية البروليتارية
- 1934-1992 معهد الفن لعموم أوكرانيا
- 1992-1998 الأكاديمية الأوكرانية للفنون

في عام 1996 في كييف ، أنشئت أكاديمية الفنون في أوكرانيا (AMU) لتكون جمعية علمية أو أكاديمية وطنية متخصصة في أنواع مختلفة من الفنون (مثل الفنون المرئية والموسيقية والمسرحية ، إلخ. ).
- 1998-2000 أكاديمية الفنون الجميلة والعمارة
- 2000- حتى الآن الأكاديمية الوطنية للفنون الجميلة والعمارة

## نبذة تاريخية

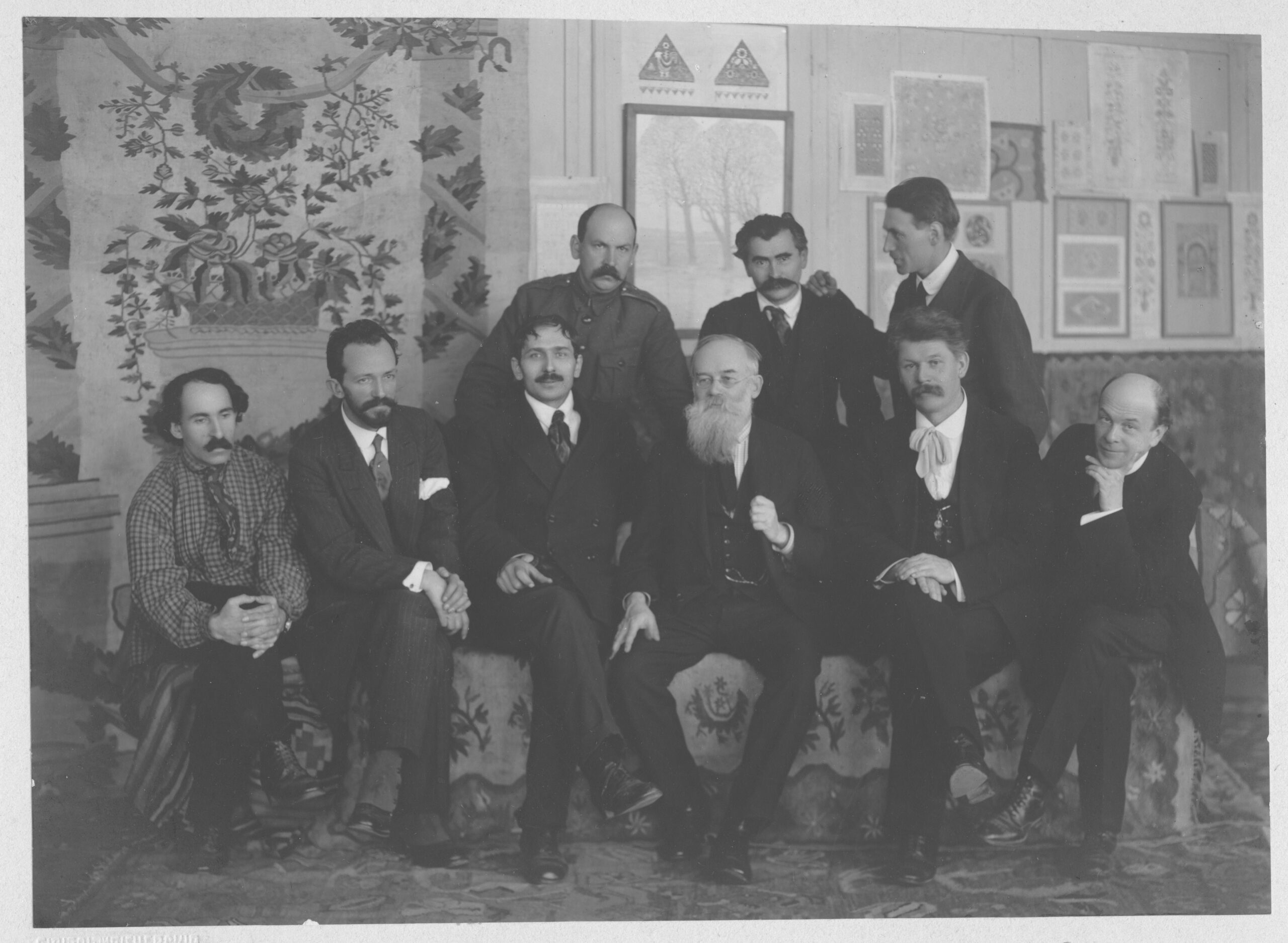
مؤسسو أكاديمية الفنون الأوكرانية في 1917. من اليسار، الجالسون: أبرام مانيفيتش، أولكسندر موراشكو، فيدير كريتشيفسكي، ميخايلو هروشيفسكي، إيفان ستيشينكو، ميكولا بوراتشيك، الواقفون: هيورهي ناربوت، فاسيل كريتشيفسكي، ميخايلو بويشوك.

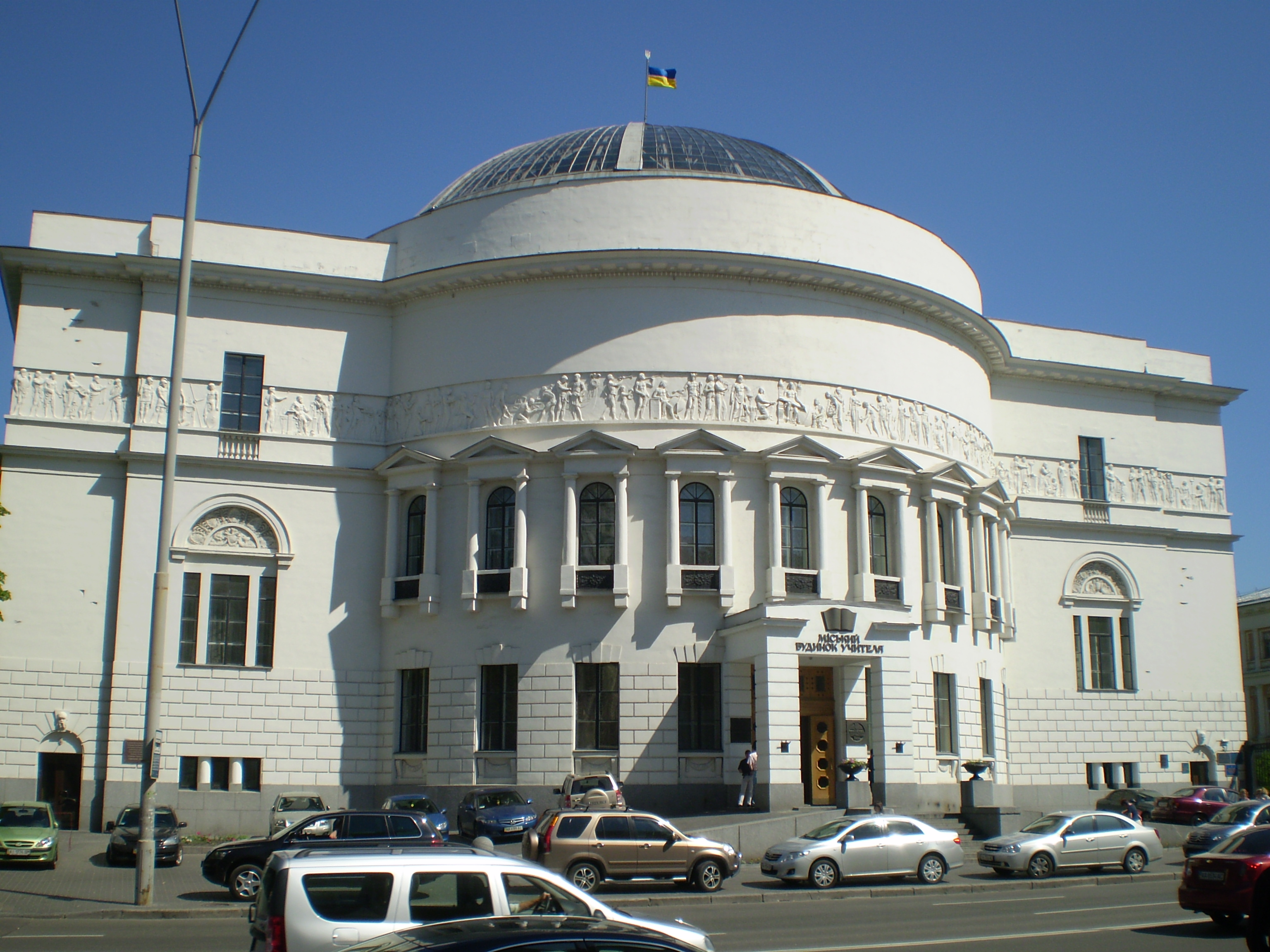
مبنى الجامعة عام 1917

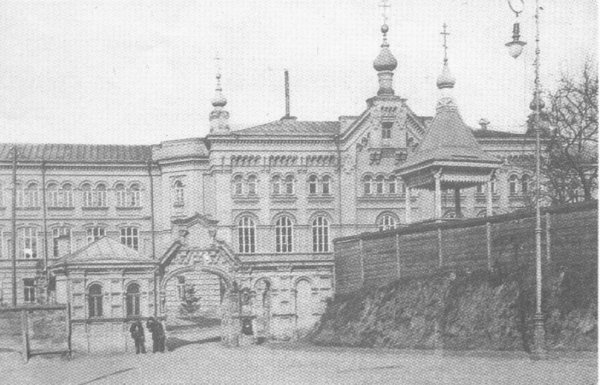
المبنى السابق لمدرسة كييف اللاهوتية

تأسست الأكاديمية الوطنية للفنون الجميلة والهندسة المعمارية (لا ينبغي الخلط بينها وبين أكاديمية الفنون الأوكرانية ) كأكاديمية الدولة الأوكرانية للفنون في 5 ديسمبر 1917 في كييف. وترأس اللجنة التأسيسية التي بافلوتسكي مع مبادرة الأمين العام لوزارة التربية والتعليم في جمهورية أوكرانيا الشعبية أي. ستيشنكو، واعتمد النظام الأساسي للأكاديمية من قبل مركز رادا في 5 نوفمبر (18) ، 1917. أقيم الافتتاح الكبير في 5 (18) ديسمبر.
ترأس الأكاديمية مجلس الأكاديمية المؤلف من د. أنتونوفيتش ، ب. زايتسيف ، د. شيرباكوفسكايا (النائب العلمي) ، وآخرين. كان أول رئيس جامعة هو فيدور كريشيفسكي .
وأول من درّس في الأكاديمية كان: م. بويشوك ( الفن الآثاري)، و ن. بوراشيك ( فن التصوير الطبيعي )، و ف. كريشيفسكي (الهندسة المعمارية ، التكوين ) ، و ف. كريشيفسكي (الرسم ، البورتريه ) ،و أ. مانيفيتش و موراشكو و تجوك ( رسم اللوحات والرسم العام) ، وناربوت (الرسوميات). في عام 1921 ، تم ضم عدد قليل من الأساتذة الجدد إلى الأكاديمية: كرامارينكو (اللوحات الآثارية والزخرفية) ، ميللر (التصميم المسرحي) ، ناليبنسكا بواشوك (نقش) ،و ساغايداشني و كراتو (نحت) ، تاران ( فسيفساء ) وغيرهم.
في البداية ، كانت الأكاديمية موجودة في المتحف التربوي السابق ( بيت المعلم ) جنبًا إلى جنب مع المجلس المركزي لأوكرانيا ، ثم تم نقلها إلى مبنى مدرسة تيريشينكو التجارية السابقة. في فبراير 1919 ، بعد أسر قوات كييف من الجيش الأحمر ، أصبحت أكاديمية الفنون منظمة حكومية ذات مركز أبحاث. ولكن في أغسطس 1919 ، بعد الاستيلاء على جيش كييف دينيكين التطوعي ، تم إضافة الأكاديمية الأوكرانية للفنون إلى فئة غير الممولة. بالإضافة إلى طرد الأكاديمية من المبنى وإلقاء جميع ممتلكاتها في العلية. استأجر مدير الأكاديمية شقتين غير مأهولتين في نفس المنزل في شارع سانت جورج لين ، 11. تم وضع هذه استوديو الرسم والمكتبة والمكتب.

## الكليات والأقسام
يوجد في إطار برنامج البكالوريوس 3 كليات و 4 أقسام عامة و 10 أقسام مرتبطة بالكلية. يتوفر قسمان آخران لدرجة الدراسات العليا (aspirantura). قبل العدوان الروسي على أوكرانيا عام 2014 ، كان هناك فرع القرم (الحرم الجامعي) للجامعة.

### الجامعية
- كلية الفنون البصرية والترميم ، المدرسة الأساسية التي تعود جذورها إلى أكاديمية الدولة الأوكرانية للفنون
  - قسم الرسم والتكوين
  - قسم فنون الجرافيك
  - قسم النحت
  - قسم التقنية وترميم العمل الفني ( حفظ الفن )
  - قسم السينوغرافيا وفنون الشاشة
  - قسم التصميم
- كلية الهندسة المعمارية
  - قسم التصميم المعماري
  - قسم نظرية وتاريخ العمارة وتوليف الفنون
  - قسم التراكيب المعمارية
- كلية النظرية وتاريخ الفن
  - قسم النظرية وتاريخ الفنون
- الأقسام الأكاديمية العامة
  - قسم الرسم
  - قسم الثقافة والدراسات الاجتماعية الإنسانية
  - قسم اللغات الأجنبية
  - قسم التربية البدنية

### يتخرج
- اسبيرانتورا
  - قسم الفنون البصرية
  - قسم نظرية العمارة والمحافظة على الآثار

## العمداء (المديرون)
- فيدير كريشيفسكي (1917-1918 و 1921-1923)
- ناربوت (فبراير 1918-23 مايو 1920)
- ميخايلو بويشوك (1920) [3]
- إي ورونا (1924-1930)
- بينكوفيتش (1934-؟ )
- في إن ريكوف (غير معروف)
- ستيلمان (1940-1944)
- في زد بوروداي (1966-1973) [6]
- لوبوخوف (1973-1985)
- في إن بوريسينكو (1985-1988)
- شيبكيم (1989 -. . . )

بناء على جهود شيبيكين، في عام 1996 تم إنشاء الأكاديمية الوطنية للفنون في أوكرانيا .

## روابط خارجية
- موقع الاكاديمية
- تاريخ الأكاديمية
- الأكاديمية الوطنية للفنون والعمارة في موسوعة أوكرانيا